# خوان آنتونیو بایونا
خوان آنتونیو بایونا (اسپانیایی: Juan Antonio Bayona‎؛ زادهٔ ۹ مهٔ ۱۹۷۵) کارگردان، تهیه‌کننده و فیلم‌نامه‌نویس اهل اسپانیا است. وی از سال ۱۹۹۹ میلادی تاکنون مشغول فعالیت بوده‌است. خوان از شاگردان گیرمو دل تورو است و فیلم‌هایش هم حال و هوای فانتزی تاریک دل تورو را دارد. بایونا در کارگردانی تبلیغات تلویزیونی و موسیقی فیلم نیز حضور داشته‌است.

## اوایل زندگی
بایونا در ۹ مه ۱۹۷۵ در بارسلون،اسپانیا متولد شد. او در دانشکده سینما و سمعی و بصری کاتالونیا درس خواند. در ۱۹ سالگی و در جشنواره فیلم سیتخس با گی‌یرمو دل تورو ملاقات کرد و از او به عنوان مربی خود یاد می‌کند. دل تورو پس از مکالمات اولیه قول داد در صورت وجود موقعیت لازم، در آینده به بایونا کمک کند. بایونا پس از فارغ‌التحصیلی حرفه خود را به عنوان کارگردان فیلم‌های تبلیغاتی و موسیقی فیلم آغاز کرد. او در سال ۱۹۹۹ اولین فیلم کوتاه خود به نام تعطیلات من و در سال ۲۰۰۲ فیلم کوتاه دیگری به نام مرد اسفنجی را کارگردانی کرد. بایونا در سال ۲۰۰۴ اولین فیلم بلند خود به نام یتیم‌خانه را کارگردانی کرد، این فیلم در جشنواره بین‌المللی فیلم کن در سال ۲۰۰۷ اکران شد.

## آثار

### سینمایی
| سال  | عنوان                       | کارگردان | نویسنده | تهیه‌کننده |
| ---- | --------------------------- | -------- | ------- | --------- |
| ۲۰۰۷ | یتیم‌خانه                    | آری      | نه      | نه        |
| ۲۰۱۲ | غیرممکن                     | آری      | نه      | نه        |
| ۲۰۱۶ | هیولایی فرا می‌خواند         | آری      | نه      | نه        |
| ۲۰۱۸ | دنیای ژوراسیک: سقوط پادشاهی | آری      | نه      | نه        |
| ۲۰۲۳ | انجمن برف                   | آری      | آری     | آری       |

### تلویزیون
| سال  | عنوان                      | کارگردان | تهیه‌کننده اجرایی | توضیحات                     |
| ---- | -------------------------- | -------- | ---------------- | --------------------------- |
| ۲۰۱۴ | داستان عامه‌پسند            | آری      | نه               | اپیزودهای «شب کار» و «سانس» |
| ۲۰۲۲ | ارباب حلقه‌ها: حلقه‌های قدرت | آری      | آری              | ۲ اپیزود                    |

## جوایز
| سال  | فیلم                | جایزه                                      | نتیجه    |
| ---- | ------------------- | ------------------------------------------ | -------- |
| ۲۰۰۸ | یتیم‌خانه            | جایزه گویا بهترین کارگردان جدید            | پیروز    |
| ۲۰۱۲ | غیرممکن             | جامعه منتقدان فیلم دیترویت بهترین کارگردان | نامزدشده |
| ۲۰۱۳ | غیرممکن             | جایزه گویا بهترین کارگردان                 | پیروز    |
| ۲۰۱۳ | غیرممکن             | جایزه گائودی بهترین کارگردان               | پیروز    |
| ۲۰۱۳ | غیرممکن             | جایزه کاپری بهترین کارگردان                | پیروز    |
| ۲۰۱۳ | غیرممکن             | جایزه کاپری بهترین کارگردان اروپایی        | پیروز    |
| ۲۰۱۳ | غیرممکن             | جوایز دایره نویسندگان سینمای اسپانیا       | نامزدشده |
| ۲۰۱۶ | هیولایی فرا می‌خواند | جایزه گویا بهترین کارگردان                 | پیروز    |
| ۲۰۱۷ | هیولایی فرا می‌خواند | جایزه گائودی بهترین کارگردان               | پیروز    |